# Ibstone
Ibstone är en ort och civil parish i Storbritannien.   Den ligger i kommunen Buckinghamshire och riksdelen England, i den södra delen av landet, 60 km väster om huvudstaden London. Ibstone ligger 213 meter över havet och antalet invånare är 237.
Terrängen runt Ibstone är huvudsakligen platt, men norrut är den kuperad. Ibstone ligger uppe på en höjd. Runt Ibstone är det tätbefolkat, med 570 invånare per kvadratkilometer. Närmaste större samhälle är High Wycombe, 11,3 km öster om Ibstone. Trakten runt Ibstone består till största delen av jordbruksmark.